# Соперничество Роджера Федерера и Рафаэля Надаля

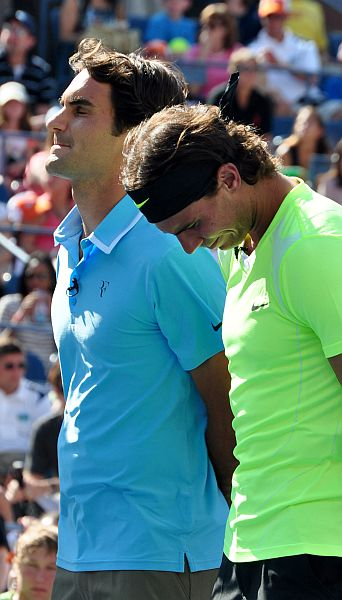
Роджер Федерер и Рафаэль Надаль

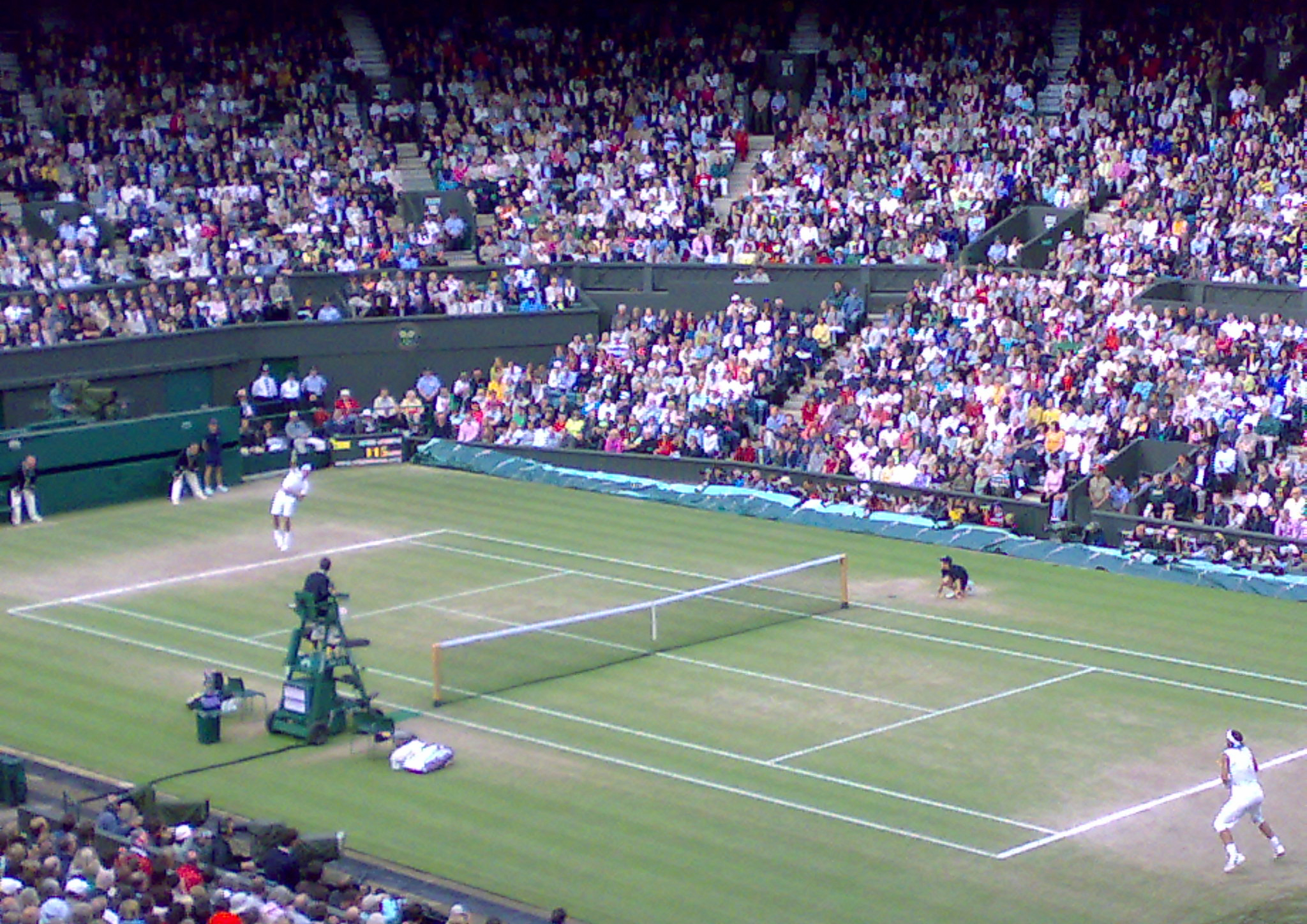
Федерер подаёт в финале Уимблдона-2008

Соперничество Роджера Федерера и Рафаэля Надаля — соперничество между двумя профессиональными теннисистами — Роджером Федерером из Швейцарии и Рафаэлем Надалем из Испании, входящими в т. н. «Большую четвёрку» мужского тенниса второго десятилетия XXI века. Это соперничество считают одним из величайших в истории тенниса. В общей сложности они сыграли между собой 40 официальных матчей: в 24 победил Надаль, а Федерер праздновал успех 16 раз.
Федерер и Надаль являются единственными теннисистами, которые были на вершине рейтинга 5 лет (с 2005 по 2010). Они провели на вершине рейтинга 211 недель подряд в период с июля 2005 года по август 2009 года, после чего Энди Маррей на три недели сместил Надаля со второй строчки.
Надаль выиграл 13 из 15 встреч на грунтовых кортах, Федерер выиграл 2 из 3 встреч на травяных кортах, 11 из 20 на харде. В 24 из своих 38 матчей они играли в финалах турниров, причем 9 раз в финалах турниров Большого Шлема и 12 раз в финалах серии Мастерс, один на итоговом. Ещё 9 встреч состоялись в полуфиналах и только 5 матчей проходили не в высших стадиях турниров.
С 2006 по 2008 они играли в каждом из финалов Открытого чемпионата Франции и Уимблдона. Финал Уимблдона 2008 считается величайшим матчем в истории.

## История

### 2004—2005
Федерер и Надаль сыграли свой первый матч в марте 2004 года в рамках третьего раунда Мастерса в Майами. Надалю было только 17 лет и он занимал только 34-ю позицию в рейтинге. Несмотря на это, Рафа сенсационно выиграл матч в двух сетах. Их вторая встреча состоялась через год, опять в Майами, но на этот раз в финале до трёх сетов. Федерер выиграл в том матче, проигрывая по сетам 0:2.
Оба матча были восприняты общественностью как сенсации.
В полуфинале Открытого чемпионата Франции 2005 они встретились в первом их матче на грунте, в котором Надаль выиграл в четырёх сетах. Позже Надаль выиграл этот турнир.

### 2006

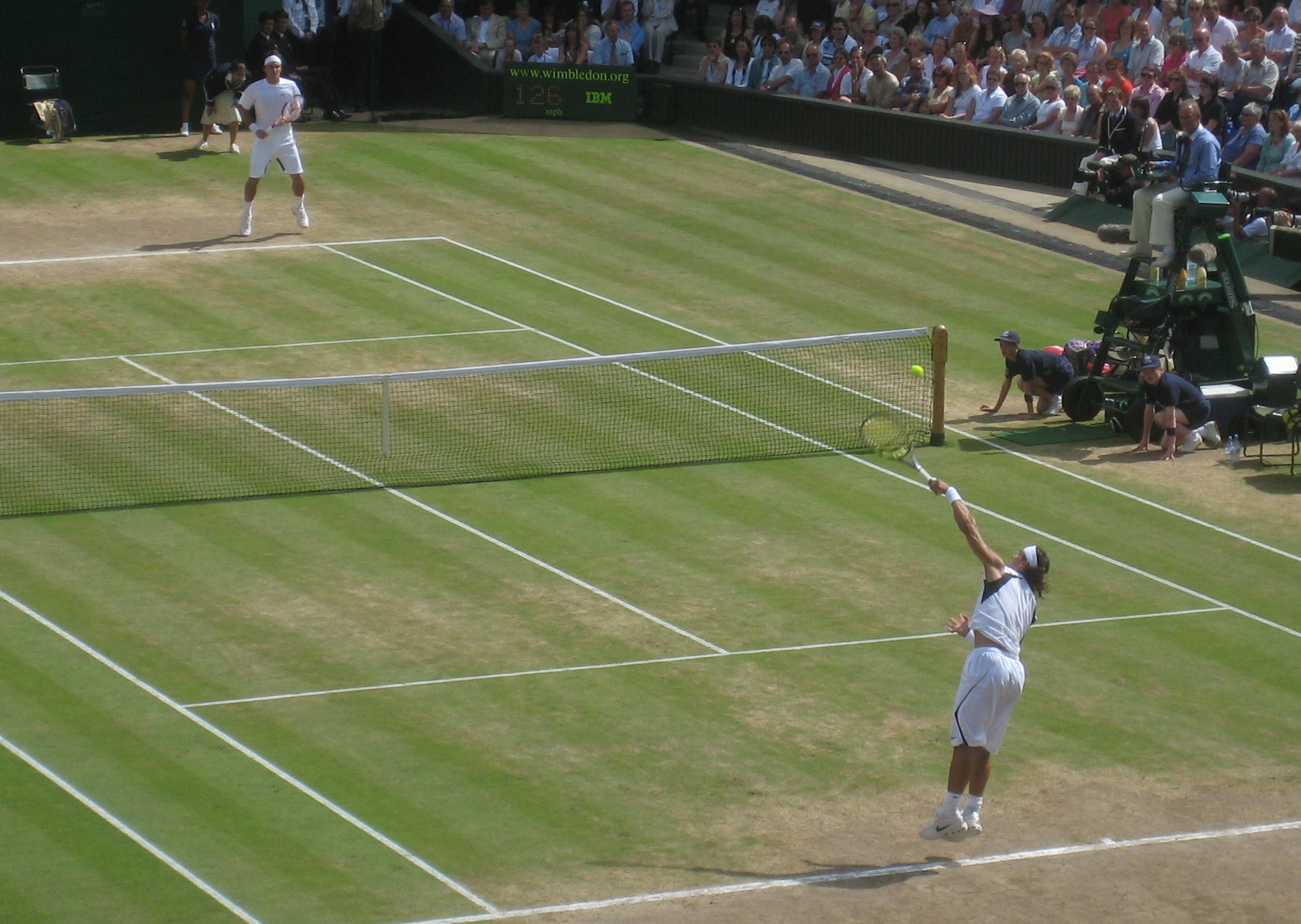
Надаль подаёт в финале Уимблдона-2006

В 2006 году Надаль и Федерер играли друг с другом в шести матчах.
Надаль выиграл первые четыре, начиная с матча турнира в Дубае в феврале. Это было первое поражение Федерера в году и конец своей победной серии из 56-и побед на харде.
Потом Надаль победил Федерера в финале Мастерса в Монте-Карло, Риме и на Открытом чемпионате Франции. Это был первый их финал на турнире Большого Шлема. Федерер выиграл первый сет, но Надаль отыгрался и выиграл три сета подряд.
Они померились силами снова месяц спустя в финале Уимблдона. Федерер выиграл в четырёх сетах, выиграв свой четвёртый подряд Уимблдонский турнир. Это была первая встреча соперников на травяных кортах.
Они не встречались вплоть до полуфинала Masters Cup. Федерер выиграл в двух сетах.. Позднее Роджер выиграл этот турнир. К концу года счёт по личным встречам между Рафаэлем и Роджером был 6:3 в пользу Надаля.

### 2007
В 2007 году Надаль и Федерер играли друг с другом пять раз. Уже второй год подряд Федерер и Надаль играл в трех финалах грунтовых турниров. Надаль выиграл первую игру, которая проходила на турнире в Монте-Карло, победив в двух сетах. Через несколько недель они встретились в Гамбурге, где Федерер победил Надаля впервые на грунте и завершил рекордную победную серию Надаля из 81 матча на грунте.
Их следующая встреча состоялась на Открытом чемпионате Франции в финале и Надаль выиграл матч в четырёх сетах, взяв титул третий раз подряд.
Их две последние встречи в 2007 году также проходили на тех же турнирах, что и в прошлом году. Они встретились в финале Уимблдона и в полуфинале Masters Cup. Федерер выиграл оба матча, хотя их Уимблдонский финал был долгим и длился пять сетов.

### 2008
Федерер и Надаль играли четыре раза в 2008 году. Надаль выиграл все четыре раза и увеличил своё преимущество до 12-6. Уже третий год подряд Федерер и Надаль играли в трех финалах турниров на грунте. Надаль победил Федерера в финале Мастерса в Монте-Карло третий год подряд, побив рекорд Открытой эры по титулам там. Через несколько недель Надаль взял реванш за своё поражение от Федерера год назад в Гамбурге, победив его там в трех сетах и завоевал первый титул в Германии. Кроме того, третий год подряд они играли в финале Открытого чемпионата Франции. Надаль выиграл свой четвёртый подряд титул Открытого чемпионата Франции, победив Роджера в 3-х сетах.
Надаль и Федерер также встретились в финале Уимблдона третий год подряд в самом ожидаемом матче их соперничества. Они сыграли самый длинный финал в истории Уимблдона (4 часа и 48 минут) и Надаль захватил титул, победив в пятом сете почти в полной темноте Этот матч закончил рекордную победную серию Федерера из 65-и матчей на траве, которая длилась более пяти лет.

### 2009

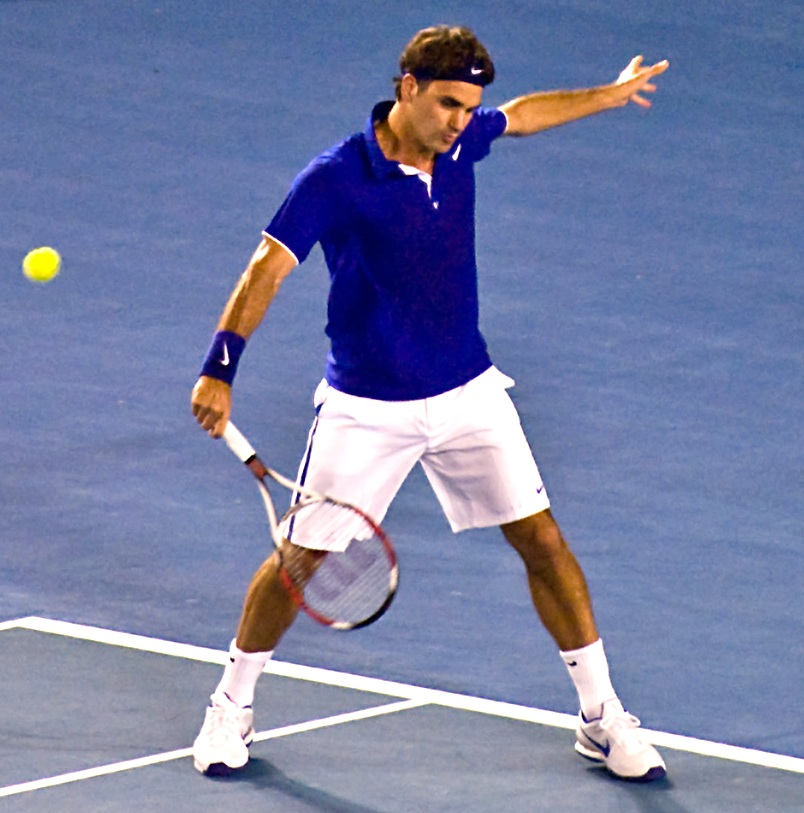
Федерер на Australian Open 2009

Федерер и Надаль играли друг с другом в 2009 году только два раза, выиграв по одному разу.
Оба игрока начали год хорошо и вышли в финал Открытого чемпионата Австралии. Это был первый финал турнира Большого шлема на харде у Надаля, Федерер же — напротив выиграл уже 8 титулов на этом покрытии (5 Открытых чемпионатов США, 3 титула в Австралии). Финал продолжался долго (4 часа и 23 минуты), и Надаль победил в турнире.
Федерер встретился с Надалем на Mutua Maderlina Open и победил его в финале в двух сетах. Это был ключевой матч для него, потому что он прервал победную серию Надаля над ним, которая длилась пять матчей. Победа Федерера также закончилась 33-матчевую победную серию Надаля на грунте. В том же году Федерер в первый раз выиграл Открытый чемпионат Франции.

### 2010—2011
В 2010 году Федерер сыграл с Надалем в двух матчах и, как и в прошлом году, выиграли по одному из них. В финале Мастерса в Мадриде Надаль победил Федерера в двух сетах. Они встретились в финале ATP World Tour Finals. Федерер победил в трёх сетах и выиграл турнир в 5-й раз.
В 2011 году Федерер и Надаль играли в четырёх одиночных матчах, Надаль выиграл первые три матча, Федерер выиграл последний матч. Их парный матч состоялся на BNP Paribas Open. Федерер со Станисласом Вавринкой победили Надаля и Марка Лопеса в полуфинале. В полуфинале Мастерса в Майами Надаль выиграл в двух сетах. Они встретились в полуфинале Mutua Madrid Open, Надаль выиграл в трех сетах. Затем они встретились в финале Открытого чемпионата Франции 2011. Надаль снова победил Федерера в четырёх сетах и выиграл свой десятый турнир Большого шлема (6-й «Ролан Гаррос»). Также они встретились на ATP World Finals Tour. Федерер выиграл в двух сетах 6:3, 6:0.

### 2012—2013
В 2012 году первый раз они встретились на Australian Open. Надаль выиграл в четырёх сетах. Также они встретились в четвертьфинале турнира Indian Wells Masters. Федерер победил в двух сетах. В августе 2012 года Надаль сказал, что он не сможет играть на Открытом чемпионате США из-за травмы колена, которая не позволила ему играть на Уимблдонском турнире. Федерер выразил разочарованность из-за этого события. На следующий год первый раз они встретились на турнире в Индиан-Уэллсе. Надаль победил в двух сетах. Потом они встретились в финале Мастерса в Риме, где Надаль победил также в двух сетах. В августе Роджер и Рафа встретились в Цинциннати. Рафаэль победил Роджера в трёх сетах. На Итоговом турнире в Лондоне они скрестили ракетки в полуфинале. Надаль победил 7-5, 6-3.

### 2014
Единственный раз они встретились на Australian Open в полуфинале. Надаль победил в трёх сетах.

### 2015
В этот раз Федерер играл с Надалем в финале у себя на родине — в Базеле, где ему предстояло защищать титул. В трёх сетах Федерер оказался сильнее Надаля и этой победой прервал свою четырёхматчевую серию поражений в противостоянии.

### 2016
Неудачная игра обоих теннисистов и травма Федерера, вследствие которой он пропустил все оставшиеся турниры до конца сезона, начиная с Олимпийских Игр, не позволила состояться их встрече в этом году.

### 2017
Федерер и Надаль снова встретились в финале Australian Open. Федерер выиграл в пяти сетах. Позже они встречались в 4 круге турнира в Индиан-Уэллсе и в финале в Майами. Оба этих матча также остались за Федерером, где он побеждал в двух сетах. Федерер и Надаль были в одном матче от очной встречи на US Open, но Федерер проиграл в своем четвертьфинальном матче Хуану Мартину Дель Потро в 4-х партиях, а Надаль впоследствии выиграл турнир. Федерер и Надаль встретились в финале Мастерса в Шанхае. Несмотря на то, что Надаль считался фаворитом и набрал мощный ход, Федерер уверенно выиграл свой 27-й титул на Мастерсах со счетом 6-4, 6-3. В  2017 и 2018 году Федерер старательно избегал возможных встреч с Надалем на грунте (поскольку Надаль - безоговорочный фаворит на этом покрытии), по этой причине Федерер не участвовал в розыгрышах Открытого чемпионата Франции, в этот период.

### 2019
Теннисисты впервые за этот год встретились весной на Открытом чемпионате Франции в полуфинале турнира, где Рафаэль вновь одержал победу: 6:3, 6:4, 6:2.
На Уимблдоне Рафа и Роджер встретились в полуфинале турнира, в котором Федерер одержал победу и прошёл в финал. На травяных покрытиях Роджер практически всегда не уступает по игре. На грунте же, как и (в большинстве случаев) на харде, Рафа превосходит Роджера и побеждает, без учёта форс-мажоров.

### Результаты на турнирах серии Большого шлема
Соперничество между Федерером и Надалем вызывает большой интерес. Их встречи на Турнирах Большого шлема представляют особый интерес, особенно из-за их рекорда по сыгранным между собой финалам. Они играли во всех финалах Открытого чемпионата Франции и Уимблдон в течение трех лет подряд (2006—08). Финал Уимблдона 2008 считается экспертами величайшим матчем в истории тенниса. По выигранным финалам на ТБШ Надаль ведёт 6-3.
Надаль и Федерер выиграли все турниры большого шлема в 2006, 2007 и 2017 годах. Они играли на Открытом чемпионате Франции каждый год с 2005 по 2008 год. Федерер завоевал Карьерный шлем в 2009 году. выиграв Открытый чемпионат Франции. Надаль выиграл «Карьерный шлем» в 2010 году. Он также стал первым человеком, после Бьорна Борга, выигравшим «Канальный шлем» (Открытый чемпионат Франции и Уимблдон за один год). Роджер и Рафаэль выигрывали этот шлем 3 года подряд (2008—2010).
С 2005 по 2010 год Надаль и Федерер были на вершине рейтинга (на 1-м и 2-м местах). В течение этого промежутка они оба завоевали 21 из 24 титулов Большого шлема (12 у Федерера , 9 у Надаля), в том числе 11 подряд с 2006 по 2008. Они также доминировали на Мастерсах. Рафаэль и Роджер завоевали 31 из 54 титулов (18 у Надаля, 13 у Федерера), в том числе 8 из 9 титулов в 2005 году (4 у каждого).
Федерер не проигрывал на траве 65 матчей, а на харде — 56. Надаль был непобедимым на грунтовых кортах 81-у игру. Каждая из этих серий была остановлена ими. Их доминирование на траве и грунте стало толчком к организации матча «Битва покрытий», в 2007 году. Это был выставочный матч, корт которого на половину состоял из травы и наполовину из грунта. Надаль победил Федерера в этом матче.
Почти половина встреч между Федерером и Надалем прошли на грунте, который является статистически лучшей поверхностью для Надаля и одной из плохих поверхностей для Федерера.

### Разница стилей
Федерер, по мнению многих, считается величайшим теннисистом всех времен, в то время как Надаля называют лучшим игроком в истории на грунте.
Аналитики признают, что Надаль является самым неудобным соперником для Федерера. Тони Надаль, тренер Надаля сказал, что Надаль является самым сложным соперником для Федерера потому, что одним из лучших ударов Надаля является форхенд, что естественно дает Рафе преимущество против самого слабого удара Федерера (одноручного бэкхенда).
Федерер более успешен, чем Надаль на быстрых кортах, потому что у него более плоский удар справа. Соперники не могут играть мячи после таких ударов. Таким образом, сильный топ-спин Надаля с высоким отскоком является менее эффективным на быстрых кортах, но наиболее эффективным на медленных кортах, таких как грунт и медленный хард. Надаль улучшал скорость подач и количество «виннерсов», но Федерер по-прежнему делает больше эйсов и «виннерсов».

## Мнения
Экс-тренер Федерера и бывший игрок Пол Аннакон назвал Надаля одним из лучших теннисистов в истории. В ноябре 2010 года бывший игрок Бьорн Борг сказал, что Федерер является величайшим игроком в истории, но Рафа может сдвинуть его с этого поста. Джон Макинрой сказал: «Некоторые считают это сейчас, а возможно в будущем большая часть будет говорить, что Рафа — лучший в истории». Надаль после РГ-2010 говорил, что его нельзя сравнить с Федерером. На пресс-конференции по итогам Открытого чемпионата Франции в 2014 году Надаль сказал, что он на самом деле не слишком заботится о титулах. Андре Агасси считает, что Надаль уже превзошёл Федерера, так как Роджер играл вместе с Хьюиттом, Роддиком и Налбандяном, а Рафа — «Золотую эру» тенниса.

## Взаимоотношения между игроками
Теннисисты дружат. Несмотря на соперничество, они уважают друг друга и между ними почти не было конфликтов. Но несколько раз они вступали в микроконфликты. Например, Федерер жаловался на медленный стиль Надаля., а Рафаэль раскритиковал Федерера за неспособность руководить профсоюзом игроков. Впоследствии он извинился за это, а Федерер подтвердил, что между ними по-прежнему хорошие отношения.
На открытии теннисной академии Надаля в 2016 году присутствовал Федерер, на церемонии Рафа сделал ему подарок в виде рамки с совместными фотографиями с совместных матчей.
Роджер имеет благотворительный фонд, в котором Рафа принимает непосредственное участие, играя в выставочных матчах в основном на территории Кейптауна, ЮАР и других стран Южной Африки.
Федерер сказал в интервью о том, что после завершения карьеры будет общаться только с Рафаэлем. В интервью для Vogue Роджер рассказал, что больше всего любит играть с Рафой.

### Общая статистика
- Все матчи: 24-16 в пользу Надаля
- Все финалы: 14-10 в пользу Надаля
- Матчи на турнирах Большого шлема: 10-4 в пользу Надаля
- Финалы турниров Большого шлема: 6-3 в пользу Надаля
- Матчи на турнирах серии ATP Masters 1000: 12-7 в пользу Надаля
- Финалы турниров серии ATP Masters 1000: 7-5 в пользу Надаля

## Список матчей
| Серия                   | Федерер | Надаль |
| ----------------------- | ------- | ------ |
| Большой шлем            | 4       | 10     |
| Финал Мирового Тура ATP | 4       | 1      |
| ATP Мастерс 1000        | 7       | 12     |
| ATP 500                 | 1       | 1      |
| ATP 250                 | 0       | 0      |
| Кубок Дэвиса            | 0       | 0      |
| Олимпиада               | 0       | 0      |

| Покрытие (i) | Федерер | Надаль |
| ------------ | ------- | ------ |
| Хард         | 11 (4)  | 9 (1)  |
| Грунт        | 2       | 14     |
| Трава        | 3       | 1      |

### Федерер-Надаль (16-24)
| №   | Год  | Турнир                      | Покрытие | Раунд       | Победитель | Счёт                         | Время | Общий счёт (Ф-Н) |
| --- | ---- | --------------------------- | -------- | ----------- | ---------- | ---------------------------- | ----- | ---------------- |
| 1.  | 2004 | Майами                      | хард     | 1/32 финала | Надаль     | 6-3 6-3                      | 1:10  | 0-1              |
| 2.  | 2005 | Майами (2)                  | хард     | финал       | Федерер    | 2-6 6-7(4) 7-6(5) 6-3 6-1    | 3:43  | 1-1              |
| 3.  | 2005 | Roland Garros               | грунт    | 1/2 финала  | Надаль     | 6-3 4-6 6-4 6-3              | 2:47  | 1-2              |
| 4.  | 2006 | Дубай                       | хард     | финал       | Надаль     | 2-6 6-4 6-4                  | 1:53  | 1-3              |
| 5.  | 2006 | Монте-Карло                 | грунт    | финал       | Надаль     | 6-2 6-7(2) 6-3 7-6(5)        | 3:50  | 1-4              |
| 6.  | 2006 | Рим                         | грунт    | финал       | Надаль     | 6-7(0) 7-6(5) 6-4 2-6 7-6(5) | 5:05  | 1-5              |
| 7.  | 2006 | Roland Garros (2)           | грунт    | финал       | Надаль     | 1-6 6-1 6-4 7-6(4)           | 3:02  | 1-6              |
| 8.  | 2006 | Уимблдон                    | трава    | финал       | Федерер    | 6-0 7-6(5) 6-7(2) 6-3        | 2:58  | 2-6              |
| 9.  | 2006 | Tennis Masters Cup          | хард (i) | 1/2 финала  | Федерер    | 6-4 7-5                      | 1:53  | 3-6              |
| 10. | 2007 | Монте-Карло (2)             | грунт    | финал       | Надаль     | 6-4 6-4                      | 1:35  | 3-7              |
| 11. | 2007 | Гамбург                     | грунт    | финал       | Федерер    | 2-6 6-2 6-0                  | 1:55  | 4-7              |
| 12. | 2007 | Roland Garros (3)           | грунт    | финал       | Надаль     | 6-3 4-6 6-3 6-4              | 3:10  | 4-8              |
| 13. | 2007 | Уимблдон (2)                | трава    | финал       | Федерер    | 7-6(7) 4-6 7-6(3) 2-6 6-2    | 3:45  | 5-8              |
| 14. | 2007 | Tennis Masters Cup (2)      | хард (i) | 1/2 финала  | Федерер    | 6-4 6-1                      | 0:59  | 6-8              |
| 15. | 2008 | Монте-Карло (3)             | грунт    | финал       | Надаль     | 7-5 7-5                      | 1:43  | 6-9              |
| 16. | 2008 | Гамбург (2)                 | грунт    | финал       | Надаль     | 7-5 6-7(3) 6-3               | 2:52  | 6-10             |
| 17. | 2008 | Roland Garros (4)           | грунт    | финал       | Надаль     | 6-1 6-3 6-0                  | 1:48  | 6-11             |
| 18. | 2008 | Уимблдон (3)                | трава    | финал       | Надаль     | 6-4 6-4 6-7(5) 6-7(8) 9-7    | 4:48  | 6-12             |
| 19. | 2009 | Australian Open             | хард     | финал       | Надаль     | 7-5 3-6 7-6(3) 3-6 6-2       | 4:23  | 6-13             |
| 20. | 2009 | Мадрид                      | грунт    | финал       | Федерер    | 6-4 6-4                      | 1:26  | 7-13             |
| 21. | 2010 | Мадрид (2)                  | грунт    | финал       | Надаль     | 6-4 7-6(5)                   | 2:10  | 7-14             |
| 22. | 2010 | Финал Мирового Тура ATP (3) | хард (i) | финал       | Федерер    | 6-3 3-6 6-1                  | 1:37  | 8-14             |
| 23. | 2011 | Майами (3)                  | хард     | 1/2 финала  | Надаль     | 6-3 6-2                      | 1:18  | 8-15             |
| 24. | 2011 | Мадрид (3)                  | грунт    | 1/2 финала  | Надаль     | 5-7 6-1 6-3                  | 2:36  | 8-16             |
| 25. | 2011 | Roland Garros (5)           | грунт    | финал       | Надаль     | 7-5 7-6(5) 5-7 6-1           | 3:40  | 8-17             |
| 26. | 2011 | Финал Мирового Тура ATP (4) | хард (i) | Группа      | Федерер    | 6-3 6-0                      | 1:00  | 9-17             |
| 27. | 2012 | Australian Open (2)         | хард     | 1/2 финала  | Надаль     | 6-7(5) 6-2 7-6(5) 6-4        | 3:42  | 9-18             |
| 28. | 2012 | Индиан-Уэллс                | хард     | 1/2 финала  | Федерер    | 6-3 6-4                      | 1:31  | 10-18            |
| 29. | 2013 | Индиан-Уэллс (2)            | хард     | 1/4 финала  | Надаль     | 6-4 6-2                      | 1:24  | 10-19            |
| 30. | 2013 | Рим                         | грунт    | финал       | Надаль     | 6-1 6-3                      | 1:08  | 10-20            |
| 31. | 2013 | Цинциннати                  | хард     | 1/4 финала  | Надаль     | 5-7 6-4 6-3                  | 2:14  | 10-21            |
| 32. | 2013 | Финал Мирового Тура ATP (5) | хард (i) | 1/2 финала  | Надаль     | 7-5 6-3                      | 1:19  | 10-22            |
| 33. | 2014 | Australian Open (3)         | хард     | 1/2 финала  | Надаль     | 7-6(4) 6-3 6-3               | 2:24  | 10-23            |
| 34. | 2015 | Базель                      | хард     | финал       | Федерер    | 6-3 5-7 6-3                  | 2:03  | 11-23            |
| 35. | 2017 | Australian Open (4)         | хард     | финал       | Федерер    | 6-4 3-6 6-1 3-6 6-3          | 3:38  | 12-23            |
| 36. | 2017 | Индиан-Уэллс (3)            | хард     | 1/16 финала | Федерер    | 6-2 6-3                      | 1:07  | 13-23            |
| 37. | 2017 | Майами (4)                  | хард     | финал       | Федерер    | 6-3 6-4                      | 1:34  | 14-23            |
| 38. | 2017 | Шанхай                      | хард     | финал       | Федерер    | 6-4 6-3                      | 1:11  | 15-23            |
| 39. | 2019 | Roland Garros (6)           | грунт    | полуфинал   | Надаль     | 6-3 6-4 6-2                  | 2:25  | 15-24            |
| 40. | 2019 | Уимблдон (4)                | трава    | полуфинал   | Федерер    | 7-6(3) 1-6 6-3 6-4           | 3:02  | 16-24            |

## Рекорды
- Первая пара теннисистов в «Открытой эре», больше одного раза поделившая между собой победы во всех турнирах Большого шлема в году (в 2006, 2007, 2010, 2017). Позже Надаль с Джоковичем в двух сезонах поделили между собой турниры Большого шлема (2011, 2019).
- Первая пара теннисистов в «Открытой эре», разыгравшая между собой девять финалов турниров Большого шлема. В 2020 году Надаль с Джоковичем повторили это достижение.
- Первая пара теннисистов в «Открытой эре», разыгравшая между собой четыре финала на одном и том же турнире Большого шлема.

## Другие матчи

### Парный разряд
Федерер-Надаль (1-2)
| №. | Год  | Турнир       | Покрытие | Раунд      | Победители       | Результат   | Противники       | Федерер | Надаль |
| -- | ---- | ------------ | -------- | ---------- | ---------------- | ----------- | ---------------- | ------- | ------ |
| 1. | 2004 | Индиан-Уэллс | Хард     | 2-й раунд  | Надаль/Робредо   | 5-7 6-4 6-3 | Федерер/Аллегро  | 0       | 1      |
| 2. | 2007 | Рим          | Грунт    | 1-й раунд  | Надаль/Мойя      | 6-4 7-6(5)  | Федерер/Вавринка | 0       | 2      |
| 3. | 2011 | Индиан-Уэллс | Хард     | 1/2 финала | Федерер/Вавринка | 7-5 6-3     | Надаль/Лопес     | 1       | 2      |

### Выставочные матчи
Федерер-Надаль (2-5)
21 ноября 2006 года Рафа и Роджер сыграли первый товарищеский матч между собой. Он прошёл на харде, в Сеуле. Федерер выиграл 6-3, 3-6, 6-3.
2 мая 2007 года теннисисты играли в выставочном матче под названием «Битве покрытий». Корт, на котором проходил матч состоял наполовину из грунта и наполовину из травы. Матч состоялся в Майорке. Надаль выиграл 7-5, 4-6, 7-6 (12-10).
21 декабря 2010 года теннисисты сыграли выставочный матч в Цюрихе на харде. Весь гонорар перешёл в благотворительный фонд Роджера Федерера. Тот матч выиграл Федерер со счётом 4-6 6-3 6-3. В том же году 22 декабря в Мадриде состоялся ещё один матч между ними, в котором Надаль выиграл 7-6 (7-3) 4-6 6-1. Только в этот раз гонорар был направлен в Фонд Рафаэля Надаля.
1 января 2011 года проходил выставочный неофициальный Чемпионат мира по теннису. В финале встретились Рафа и Роджер. Надаль выиграл встречу со счетом 7-6 (7-4), 7-6 (7-3). 8 марта того же года теннисисты сыграли сет на Matthew Knight Arena в городе Юджин, штат Орегон, США. Надаль выиграл 7-5.
31 декабря 2011 Надаль и Федерер опять встретились между собой на неофициальном Чемпионате мира по теннису, только в матче за третье место. Рафа выиграл 6-1, 7-5.
Также они несколько раз встречались в рамках International Premier Tennis League как в одиночном, так и в парном разрядах.

## Развитие карьеры
| Сезон                   | Сезон   | 2000 | 2001 | 2002 | 2003 | 2004 | 2005 | 2006 | 2007 | 2008 | 2009 | 2010 | 2011 | 2012 | 2013 | 2014 | 2015 | 2016 | 2017 | 2018 | 2019 | 2020 | 2021 | 2022 | 2023 | 2024 |
| ----------------------- | ------- | ---- | ---- | ---- | ---- | ---- | ---- | ---- | ---- | ---- | ---- | ---- | ---- | ---- | ---- | ---- | ---- | ---- | ---- | ---- | ---- | ---- | ---- | ---- | ---- | ---- |
| Турниры Большого шлема  | Федерер | 0    | 0    | 0    | 1    | 4    | 6    | 9    | 12   | 13   | 15   | 16   | 16   | 17   | 17   | 17   | 17   | 17   | 19   | 20   | 20   | 20   | 20   | 20   | 20   | 20   |
| Турниры Большого шлема  | Надаль  | 0    | 0    | 0    | 0    | 0    | 1    | 2    | 3    | 5    | 6    | 9    | 10   | 11   | 13   | 14   | 14   | 14   | 16   | 17   | 19   | 20   | 20   | 22   | 22   | 22   |
| Выигранные матчи на ТБШ | Федерер | 7    | 20   | 26   | 39   | 61   | 85   | 112  | 138  | 162  | 188  | 208  | 228  | 247  | 260  | 279  | 297  | 307  | 325  | 339  | 357  | 362  | 369  | 369  | 369  | 369  |
| Выигранные матчи на ТБШ | Надаль  | 0    | 0    | 0    | 3    | 6    | 19   | 36   | 56   | 80   | 95   | 120  | 143  | 157  | 171  | 187  | 198  | 203  | 226  | 247  | 271  | 282  | 291  | 313  | 314  | 314  |
| Титулы                  | Федерер | 0    | 1    | 4    | 11   | 22   | 33   | 45   | 53   | 57   | 61   | 66   | 70   | 76   | 77   | 82   | 88   | 88   | 95   | 99   | 103  | 103  | 103  | 103  | 103  | 103  |
| Титулы                  | Надаль  | 0    | 0    | 0    | 0    | 1    | 12   | 17   | 23   | 31   | 36   | 43   | 46   | 50   | 60   | 64   | 67   | 69   | 75   | 80   | 84   | 86   | 88   | 92   | 92   | 92   |
| Выигранные матчи        | Федерер | 51   | 100  | 158  | 236  | 310  | 391  | 483  | 551  | 617  | 678  | 743  | 807  | 878  | 923  | 996  | 1059 | 1080 | 1134 | 1184 | 1237 | 1242 | 1251 | 1251 | 1251 | 1251 |
| Выигранные матчи        | Надаль  | 0    | 0    | 1    | 15   | 45   | 124  | 183  | 253  | 335  | 401  | 472  | 541  | 583  | 658  | 706  | 767  | 806  | 874  | 919  | 977  | 1004 | 1028 | 1067 | 1068 | 1080 |
| Рейтинг                 | Федерер | 29   | 13   | 6    | 2    | 1    | 1    | 1    | 1    | 2    | 1    | 2    | 3    | 2    | 6    | 2    | 3    | 16   | 2    | 3    | 3    | 5    | 16   | -    | -    | -    |
| Рейтинг                 | Надаль  | -    | 811  | 200  | 49   | 51   | 2    | 2    | 2    | 1    | 2    | 1    | 2    | 4    | 1    | 3    | 5    | 9    | 1    | 2    | 1    | 2    | 6    | 2    | 670  | 153  |
| Недели в роли № 1       | Федерер | 0    | 0    | 0    | 0    | 48   | 100  | 152  | 204  | 237  | 262  | 285  | 285  | 302  | 302  | 302  | 302  | 302  | 302  | 310  | 310  | 310  | 310  | 310  | 310  | 310  |
| Недели в роли № 1       | Надаль  | 0    | 0    | 0    | 0    | 0    | 0    | 0    | 0    | 19   | 46   | 76   | 102  | 102  | 115  | 141  | 141  | 141  | 160  | 196  | 205  | 209  | 209  | 209  | 209  | 209  |

## Выступления на турнирах серии Большого шлема

### 1999-2004
| Игрок          | 1999 | 1999 | 1999 | 1999 | 2000 | 2000 | 2000 | 2000 | 2001 | 2001 | 2001 | 2001 | 2002 | 2002 | 2002 | 2002 | 2003 | 2003 | 2003 | 2003 | 2004 | 2004 | 2004 | 2004 |
| -------------- | ---- | ---- | ---- | ---- | ---- | ---- | ---- | ---- | ---- | ---- | ---- | ---- | ---- | ---- | ---- | ---- | ---- | ---- | ---- | ---- | ---- | ---- | ---- | ---- |
| Игрок          | АВС  | ФРА  | УИМ  | ЮСО  | АВС  | ФРА  | УИМ  | ЮСО  | АВС  | ФРА  | УИМ  | ЮСО  | АВС  | ФРА  | УИМ  | ЮСО  | АВС  | ФРА  | УИМ  | ЮСО  | АВС  | ФРА  | УИМ  | ЮСО  |
| Роджер Федерер | К    | 1Р   | 1Р   | К    | 3Р   | 4Р   | 1Р   | 3Р   | 3Р   | 1/4  | 1/4  | 4Р   | 4Р   | 1Р   | 1Р   | 4Р   | 4Р   | 1Р   | П    | 4Р   | П    | 3Р   | П    | П    |
| Рафаэль Надаль |      |      |      |      |      |      |      |      |      |      |      |      |      |      |      |      | -    | -    | 3Р   | 2Р   | 3Р   | -    | -    | 3Р   |

### 2005-10
| Игрок          | 2005 | 2005 | 2005 | 2005 | 2006 | 2006 | 2006 | 2006 | 2007 | 2007 | 2007 | 2007 | 2008 | 2008 | 2008 | 2008 | 2009 | 2009 | 2009 | 2009 | 2010 | 2010 | 2010 | 2010 |
| -------------- | ---- | ---- | ---- | ---- | ---- | ---- | ---- | ---- | ---- | ---- | ---- | ---- | ---- | ---- | ---- | ---- | ---- | ---- | ---- | ---- | ---- | ---- | ---- | ---- |
| Игрок          | АВС  | ФРА  | УИМ  | США  | АВС  | ФРА  | УИМ  | США  | АВС  | ФРА  | УИМ  | США  | АВС  | ФРА  | УИМ  | США  | АВС  | ФРА  | УИМ  | США  | АВС  | ФРА  | УИМ  | США  |
| Роджер Федерер | 1/2  | 1/2  | П    | П    | П    | Ф    | П    | П    | П    | Ф    | П    | П    | 1/2  | Ф    | Ф    | П    | Ф    | П    | П    | Ф    | П    | 1/4  | 1/4  | 1/2  |
| Рафаэль Надаль | 4Р   | П    | 2Р   | 3Р   | -    | П    | Ф    | 1/4  | 1/4  | П    | Ф    | 4Р   | 1/2  | П    | П    | 1/2  | П    | 4Р   | -    | 1/2  | 1/4  | П    | П    | П    |

### 2011-16
| Игрок          | 2011 | 2011 | 2011 | 2011 | 2012 | 2012 | 2012 | 2012 | 2013 | 2013 | 2013 | 2013 | 2014 | 2014 | 2014 | 2014 | 2015 | 2015 | 2015 | 2015 | 2016 | 2016 | 2016 | 2016 |
| -------------- | ---- | ---- | ---- | ---- | ---- | ---- | ---- | ---- | ---- | ---- | ---- | ---- | ---- | ---- | ---- | ---- | ---- | ---- | ---- | ---- | ---- | ---- | ---- | ---- |
| Игрок          | АВС  | ФРА  | УИМ  | США  | АВС  | ФРА  | УИМ  | США  | АВС  | ФРА  | УИМ  | США  | АВС  | ФРА  | УИМ  | США  | АВС  | ФРА  | УИМ  | США  | АВС  | ФРА  | УИМ  | США  |
| Роджер Федерер | 1/2  | Ф    | 1/4  | 1/2  | 1/2  | 1/2  | П    | 1/4  | 1/2  | 1/4  | 2Р   | 4Р   | 1/2  | 4Р   | Ф    | 1/2  | 3Р   | 1/4  | Ф    | Ф    | 1/2  | -    | 1/2  | -    |
| Рафаэль Надаль | 1/4  | П    | Ф    | Ф    | Ф    | П    | 2Р   | -    | -    | П    | 1Р   | П    | Ф    | П    | 4Р   | -    | 1/4  | 1/4  | 2Р   | 3Р   | 1Р   | 3Р   | -    | 3Р   |

### 2017-22
| Игрок          | 2017 | 2017 | 2017 | 2017 | 2018 | 2018 | 2018 | 2018 | 2019 | 2019 | 2019 | 2019 | 2020 | 2020 | 2020 | 2020 | 2021 | 2021 | 2021 | 2021 | 2022 | 2022 | 2022 | 2022 |
| -------------- | ---- | ---- | ---- | ---- | ---- | ---- | ---- | ---- | ---- | ---- | ---- | ---- | ---- | ---- | ---- | ---- | ---- | ---- | ---- | ---- | ---- | ---- | ---- | ---- |
| Игрок          | АВС  | ФРА  | УИМ  | США  | АВС  | ФРА  | УИМ  | США  | АВС  | ФРА  | УИМ  | США  | АВС  | ФРА  | УИМ  | США  | АВС  | ФРА  | УИМ  | США  | АВС  | ФРА  | УИМ  | США  |
| Роджер Федерер | П    | -    | П    | 1/4  | П    | -    | 1/4  | 4Р   | 4Р   | 1/2  | Ф    | 1/4  | 1/2  | -    | -    | -    | -    | 4Р   | 1/4  | -    | -    | -    | -    | -    |
| Рафаэль Надаль | Ф    | П    | 4Р   | П    | 1/4  | П    | 1/2  | 1/2  | Ф    | П    | 1/2  | П    | 1/4  | П    | -    | -    | 1/4  | 1/2  | -    | -    | П    | П    | 1/2  | 4Р   |

### 2023-24
| Игрок          | 2023 | 2023 | 2023 | 2023 | 2024 | 2024 | 2024 | 2024 |
| -------------- | ---- | ---- | ---- | ---- | ---- | ---- | ---- | ---- |
| Игрок          | АВС  | ФРА  | УИМ  | США  | АВС  | ФРА  | УИМ  | США  |
| Роджер Федерер |      |      |      |      |      |      |      |      |
| Рафаэль Надаль | 2Р   | -    | -    | -    | -    | 1Р   | -    | -    |